# Cristiano Günther I di Schwarzburg-Sondershausen
Cristiano Günther I di Schwarzburg-Sondershausen (1578 – 25 novembre 1642) fu conte di Schwarzburg-Sondershausen, conte di Hohnstein, signore di Sondershausen, Arnstadt e Leutenberg.

## Biografia
Era figlio del conte Giovanni Günther I e di sua moglie, Anna di Oldenburg-Delmenhorst.
Alla morte del padre, nel 1586, gli succedette al trono come conte di Schwarzburg-Sondershausen sotto la reggenza della madre ed assieme ai fratelli Günther XLII, Antonio Enrico e Giovanni Günther II.
Morì il 25 novembre 1642 e l'eredità passò a suo fratello maggiore, Günther XLII, rimasto unico reggente della contea.
Günther XLII morì l'anno successivo, senza eredi, passando la propria eredità al figlio di Cristiano Günther, Antonio Günther.

## Matrimonio e figli
Cristiano Günther I sposò Anna Sibilla di Schwarzburg-Rudolstadt, dalla quale ebbe i seguenti eredi:
- Anna Giuliana (1613-1652)
- Giovanni Günther III (1615-1616)
- Cristiano Günther II (1616-1666), conte di Schwarzburg-Sondershausen-Arnstadt, sposò Sofia Dorotea di Mörsperg e Beffort
- Caterina Elisabetta (1617-1701), sposò Enrico II di Reuss, signore di Plauen
- Eleonora Sofia di Schwarzburg-Sondershausen (1618-1631)
- Antonio Günther (1620-1666), sposò la contessa palatina Maria Maddalena del Palatinato-Zweibrücken
- Luigi Günther II (1621-?), conte di Schwarzburg-Sondershausen-Ebeleben, sposò la contessa Concordia di Sayn-Wittgenstein
- Sofia Elisabetta (1622-1677), morì senza mai sposarsi
- Clara Sabina (1623-1654), morì senza mai sposarsi

## Ascendenza
|                                                                                     |                                     |                                                 | Genitori                                          |  |  | Nonni |  |  | Bisnonni                                                                              |  |  | Trisnonni                                                                                |  |
|                                                                                     |                                     |                                                 |                                                   |  |  |       |  |  | Enrico XXXI, III conte di Schwarzburg-Arnstadt-Sondershausen-Rudolstadt-Frankenhausen |  |  | Günther XXXVIII, II conte di Schwarzburg-Arnstadt-Sondershausen-Rudolstadt-Frankenhausen |  |
|                                                                                     |                                     |                                                 |                                                   |  |  |       |  |  | Enrico XXXI, III conte di Schwarzburg-Arnstadt-Sondershausen-Rudolstadt-Frankenhausen |  |  | Günther XXXVIII, II conte di Schwarzburg-Arnstadt-Sondershausen-Rudolstadt-Frankenhausen |  |
|                                                                                     |                                     | Caterina di Querfurt                            |                                                   |  |  |       |  |  | Enrico XXXI, III conte di Schwarzburg-Arnstadt-Sondershausen-Rudolstadt-Frankenhausen |  |  |                                                                                          |  |
| Günther XL, IV conte di Schwarzburg-Arnstadt-Sondershausen-Rudolstadt-Frankenhausen |                                     |                                                 |                                                   |  |  |       |  |  | Enrico XXXI, III conte di Schwarzburg-Arnstadt-Sondershausen-Rudolstadt-Frankenhausen |  |  |                                                                                          |  |
|                                                                                     |                                     | Maddalena di Honstein-Klettenberg               | Ernesto IV, VI conte di Honstein-Klettenberg      |  |  |       |  |  |                                                                                       |  |  |                                                                                          |  |
|                                                                                     |                                     | Maddalena di Honstein-Klettenberg               | Ernesto IV, VI conte di Honstein-Klettenberg      |  |  |       |  |  |                                                                                       |  |  |                                                                                          |  |
|                                                                                     |                                     | Maddalena di Honstein-Klettenberg               | Margherita di Gera                                |  |  |       |  |  |                                                                                       |  |  |                                                                                          |  |
| Giovanni Günther I, I conte di Schwarzburg-Sondershausen                            |                                     | Maddalena di Honstein-Klettenberg               |                                                   |  |  |       |  |  |                                                                                       |  |  |                                                                                          |  |
|                                                                                     |                                     | Filippo, I conte di Isenburg-Büdingen-Ronneburg | Ludovico II, V conte di Isenburg-Büdingen         |  |  |       |  |  |                                                                                       |  |  |                                                                                          |  |
|                                                                                     |                                     | Filippo, I conte di Isenburg-Büdingen-Ronneburg | Ludovico II, V conte di Isenburg-Büdingen         |  |  |       |  |  |                                                                                       |  |  |                                                                                          |  |
|                                                                                     |                                     | Filippo, I conte di Isenburg-Büdingen-Ronneburg | Maria di Nassau-Wiesbaden-Idstein                 |  |  |       |  |  |                                                                                       |  |  |                                                                                          |  |
| Elisabetta di Isenburg-Büdingen-Ronneburg                                           |                                     | Filippo, I conte di Isenburg-Büdingen-Ronneburg |                                                   |  |  |       |  |  |                                                                                       |  |  |                                                                                          |  |
|                                                                                     |                                     | Amalia di Rieneck                               | Filippo II, IX conte di Rieneck                   |  |  |       |  |  |                                                                                       |  |  |                                                                                          |  |
|                                                                                     |                                     | Amalia di Rieneck                               | Filippo II, IX conte di Rieneck                   |  |  |       |  |  |                                                                                       |  |  |                                                                                          |  |
|                                                                                     |                                     | Amalia di Rieneck                               | Anna di Wertheim                                  |  |  |       |  |  |                                                                                       |  |  |                                                                                          |  |
| Cristiano Günther I, II conte di Schwarzburg-Sondershausen                          |                                     | Amalia di Rieneck                               |                                                   |  |  |       |  |  |                                                                                       |  |  |                                                                                          |  |
|                                                                                     | Giovanni V, XVII conte di Oldenburg | Gerardo VI, XVI conte di Oldenburg              |                                                   |  |  |       |  |  |                                                                                       |  |  |                                                                                          |  |
|                                                                                     | Giovanni V, XVII conte di Oldenburg | Gerardo VI, XVI conte di Oldenburg              |                                                   |  |  |       |  |  |                                                                                       |  |  |                                                                                          |  |
|                                                                                     | Giovanni V, XVII conte di Oldenburg | Adelaide di Tecklenburg                         |                                                   |  |  |       |  |  |                                                                                       |  |  |                                                                                          |  |
| Antonio I, XIX conte di Oldenburg                                                   | Giovanni V, XVII conte di Oldenburg |                                                 |                                                   |  |  |       |  |  |                                                                                       |  |  |                                                                                          |  |
|                                                                                     |                                     | Anna di Anhalt-Zerbst                           | Giorgio I, I principe di Anhalt-Zerbst            |  |  |       |  |  |                                                                                       |  |  |                                                                                          |  |
|                                                                                     |                                     | Anna di Anhalt-Zerbst                           | Giorgio I, I principe di Anhalt-Zerbst            |  |  |       |  |  |                                                                                       |  |  |                                                                                          |  |
|                                                                                     |                                     | Anna di Anhalt-Zerbst                           | Anna di Lindow-Ruppin                             |  |  |       |  |  |                                                                                       |  |  |                                                                                          |  |
| Anna di Oldenburg                                                                   |                                     | Anna di Anhalt-Zerbst                           |                                                   |  |  |       |  |  |                                                                                       |  |  |                                                                                          |  |
|                                                                                     |                                     | Magnus I, VIII duca di Sassonia-Lauenburg       | Giovanni V, VII duca di Sassonia-Lauenburg        |  |  |       |  |  |                                                                                       |  |  |                                                                                          |  |
|                                                                                     |                                     | Magnus I, VIII duca di Sassonia-Lauenburg       | Giovanni V, VII duca di Sassonia-Lauenburg        |  |  |       |  |  |                                                                                       |  |  |                                                                                          |  |
|                                                                                     |                                     | Magnus I, VIII duca di Sassonia-Lauenburg       | Dorotea di Brandeburgo                            |  |  |       |  |  |                                                                                       |  |  |                                                                                          |  |
| Sofia di Sassonia-Lauenburg                                                         |                                     | Magnus I, VIII duca di Sassonia-Lauenburg       |                                                   |  |  |       |  |  |                                                                                       |  |  |                                                                                          |  |
|                                                                                     |                                     | Caterina di Brunswick-Wolfenbüttel              | Enrico IV, XII principe di Brunswick-Wolfenbüttel |  |  |       |  |  |                                                                                       |  |  |                                                                                          |  |
|                                                                                     |                                     | Caterina di Brunswick-Wolfenbüttel              | Enrico IV, XII principe di Brunswick-Wolfenbüttel |  |  |       |  |  |                                                                                       |  |  |                                                                                          |  |
|                                                                                     |                                     | Caterina di Brunswick-Wolfenbüttel              | Caterina di Pomerania-Wolgast                     |  |  |       |  |  |                                                                                       |  |  |                                                                                          |  |
|                                                                                     |                                     | Caterina di Brunswick-Wolfenbüttel              |                                                   |  |  |       |  |  |                                                                                       |  |  |                                                                                          |  |